# Calibro 12
Calibro 12 è una cartuccia usata come munizione per i fucili a canna liscia semiautomatici, basculanti (sovrapposti e doppiette) e a pompa.

## Denominazione
Il numero 12 non corrisponde al diametro interno della canna, bensì al numero di sfere di piombo puro (aventi lo stesso diametro interno della canna) necessarie per raggiungere il peso di una libbra  (453,59237 g). 
La canna di un fucile che utilizza cartucce calibro 12 ha un diametro interno di 18,53 mm (0,729 in).

## Specifiche
La lunghezza totale della cartuccia (fondello + bossolo) è diversa a seconda del tipo di munizione. Le lunghezze riportate sono quelle a cartuccia "aperta": a differenza delle cartucce metalliche per canna rigata, per le quali il "carico di estrazione", ossia la resistenza opposta alla pressione esercitata dai gas di combustione della polvere fino all'istante prima che il proiettile inizi la sua corsa, è realizzato dalla "crimpatura" della palla nel bossolo, ovvero applicando in fase di costruzione della cartuccia una pressione uniforme su tutta la circonferenza del colletto del bossolo per mezzo di opportune matrici per la ricarica (i così detti "dies"), il carico estrazione di una cartuccia a canna liscia è realizzato dalla "chiusura", che può essere di 3 tipi: "stellare", ad "orlo tondo" o ad "ogiva". In tutti e tre i casi, una volta assemblati i componenti della cartuccia (tipicamente innesco, carica di lancio, borra, piombo), la lunghezza del bossolo risulta essere superiore alla lunghezza dei componenti impilati nel bossolo. La parte eccedente serve a realizzare la chiusura. Pertanto si avranno cartucce con chiusura finita di varia lunghezza, in funzione della componentistica interna utilizzata. Il parametro fondamentale dunque è la lunghezza del bossolo totalmente aperto, nella sua piena lunghezza:
- 65 mm - cartuccia prodotta dal 1920, contiene 32 g di piombo
- 67,5 mm - cartuccia prodotta dal 1950, contiene da 32 a 36 g di piombo
- 70 mm - cartuccia standard, prodotta a partire dal 1950, contiene fino a 36 g di piombo
- 70 mm - cartuccia semi-magnum, contiene 40 g di piombo (da usare con arma adatta)
- 76 mm - cartuccia magnum, 50 g di piombo (da usare con arma adatta per caratteristiche e lunghezza della camera di scoppio)
- 89 mm - cartuccia super magnum, da 44 a 63 g di piombo

Ad esempio, camerare una cartuccia con bossolo da 89 mm (quindi supermagnum) all'interno di un fucile con camera da 76 mm potrebbe essere fatale, dal momento che una camera da 76 mm ha lo spazio necessario all'apertura totale di un bossolo da 76 mm o di lunghezza inferiore, mentre un bossolo più lungo non riuscirebbe ad aprirsi del tutto e strozzerebbe la canna dai suoi 18,53 mm a circa 16 mm, creando un intasamento molto pericoloso, che porterebbe a sovrapressioni in camera di cartuccia non sopportabili dall'arma, con possibile conseguente esplosione della stessa.
All'interno della cartuccia possono essere contenuti pallini o pallettoni sferici di varia misura (si va da diametri inferiori ad 1 mm fino a diametri di quasi 9 mm), contenuti in una borra a bicchiere o semplicemente contenuti nel bossolo da una borra che ha li tiene solo separati dalla carica di lancio, o un singolo proiettile di piombo, parlando così di cartucce "a palla asciutta".
Per quanto riguarda le cartucce a pallini, ne esiste una infinita varietà. A titolo di esempio, per il tiro a volo, normalmente si usano cartucce con pallini n° 7,5 e grammatura da 24 o 28 grammi, contenuti in particolari borre, ciascuna adatta alla disciplina praticata (fossa, skeet, compak, tanto per citarne alcune).
Per quanto riguarda le cartucce a palla singola, esistono vari tipi di palla utilizzati per il tiro sportivo (a titolo di esempio, i proiettili-borra "Gualbo", prodotti da Gualandi o i proiettili-borra Cervo, prodotti da Locatelli, entrambi da 28 grammi) o per la caccia, in particolare agli ungulati, di grammature superiori di solito ai 32 grammi (ad esempio il proiettile-borra Brenneke o il proiettile-borra Gualandi).